# Gorgoleptis
Gorgoleptis là một chi ốc biển, là động vật thân mềm chân bụng sống ở biểns trong họ Lepetodrilidae.

## Các loài
Các loài trong chi Gorgoleptis gồm có:
- Gorgoleptis emarginatus McLean, 1988[3]
- Gorgoleptis patulus McLean, 1988[4]
- Gorgoleptis spiralis McLean, 1988[5]